# Сайпресс-Квортерс (Флорида)
Сайпресс-Квортерс (англ. Cypress Quarters) — переписна місцевість (CDP) в США, в окрузі Окічобі штату Флорида. Населення — 1029 осіб (2020).

## Географія
Сайпресс-Квортерс розташований за координатами 27°14′52″ пн. ш. 80°48′41″ зх. д. / 27.24778° пн. ш. 80.81139° зх. д. (27.247885, -80.811376).  За даними Бюро перепису населення США в 2010 році переписна місцевість мала площу 7,19 км², з яких 7,14 км² — суходіл та 0,05 км² — водойми.

## Демографія
Згідно з переписом 2010 року, у переписній місцевості мешкало 1215 осіб у 405 домогосподарствах у складі 282 родин. Густота населення становила 169 осіб/км².  Було 498 помешкань (69/км²).
Расовий склад населення:
| - 58,0 % — чорних або афроамериканців - 33,3 % — білих - 1,6 % — азіатів - 1,2 % — корінних американців - 0,1 % — вихідців з тихоокеанських островів - 4,4 % — осіб інших рас |

До двох чи більше рас належало 1,4 %. Частка іспаномовних становила 12,1 % від усіх жителів.
За віковим діапазоном населення розподілялося таким чином: 28,6 % — особи молодші 18 років, 57,0 % — особи у віці 18—64 років, 14,4 % — особи у віці 65 років та старші. Медіана віку мешканця становила 36,1 року. На 100 осіб жіночої статі у переписній місцевості припадало 91,6 чоловіків;  на 100 жінок у віці від 18 років та старших — 92,5 чоловіків також старших 18 років.
Середній дохід на одне домашнє господарство  становив 32 883 долари США (медіана — 27 317), а середній дохід на одну сім'ю — 38 009 доларів (медіана — 36 125). Медіана доходів становила 17 176 доларів для чоловіків та 27 857 доларів для жінок. За межею бідності перебувало 37,4 % осіб, у тому числі 71,3 % дітей у віці до 18 років та 7,1 % осіб у віці 65 років та старших.
Цивільне працевлаштоване населення становило 373 особи. Основні галузі зайнятості: освіта, охорона здоров'я та соціальна допомога — 27,9 %, роздрібна торгівля — 21,4 %, публічна адміністрація — 13,4 %, науковці, спеціалісти, менеджери — 9,9 %.